# Zgornja Lipnica
Zgornja Lipnica je naselje v Občini Radovljica.